# Działdowo
Działdowo (niem. Soldau, prus. Saldawa) – miasto w Polsce, w województwie warmińsko-mazurskim, w powiecie działdowskim. Położone jest na Wzniesieniach Mławskich, nad rzeką Działdówką (nazwa odcinka Wkry); w pobliżu przebiega droga ekspresowa S7. Działdowo leży na Mazurach, w południowej części historycznych Prus Górnych, na obszarze dawnej ziemi Sasinów.
Według danych GUS z 1 stycznia 2024 r. Działdowo liczyło 20 125 mieszkańców, będąc największym miastem powiatu działdowskiego, 11. w województwie i 207. w Polsce.

## Historia

### Początki miasta
Działdowo zostało założone na początku XIV wieku. Lokacja nastąpiła na ziemi sasińskiej, którą bez powodzenia próbowali sobie podporządkować książęta polscy, a ostatecznie podbił zakon krzyżacki; wykopaliska z 1983 roku wskazywały na osadnictwo pruskie na tym terenie już w XI i XII wieku. Stopniowo Krzyżacy kolonizowali zdobyte ziemie, w 1326 roku lokując pobliskie Dąbrówno. Budowę zamku działdowskiego rozpoczęto w 1340 roku na sztucznym wzniesieniu. Niedaleko przyszłego zamku znajdowały się dwie osady rybackie: Soldov oraz Rybaki, a na potrzeby rozbudowy budowli ustanowiono kolejną, zwaną Wolą. W 1344 osadzie Soldov zostały nadane prawa miejskie oraz nazwa Soldav, a pięć lat później dokumentem lokacyjnym powiększono obszar miasta. Etymologia nazwy miasta nie została wyjaśniona.

### Królestwo Polskie oraz Prusy

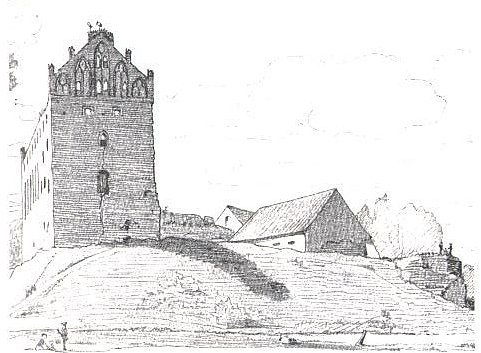
Zamek w Działdowie na rys. z XIX w.

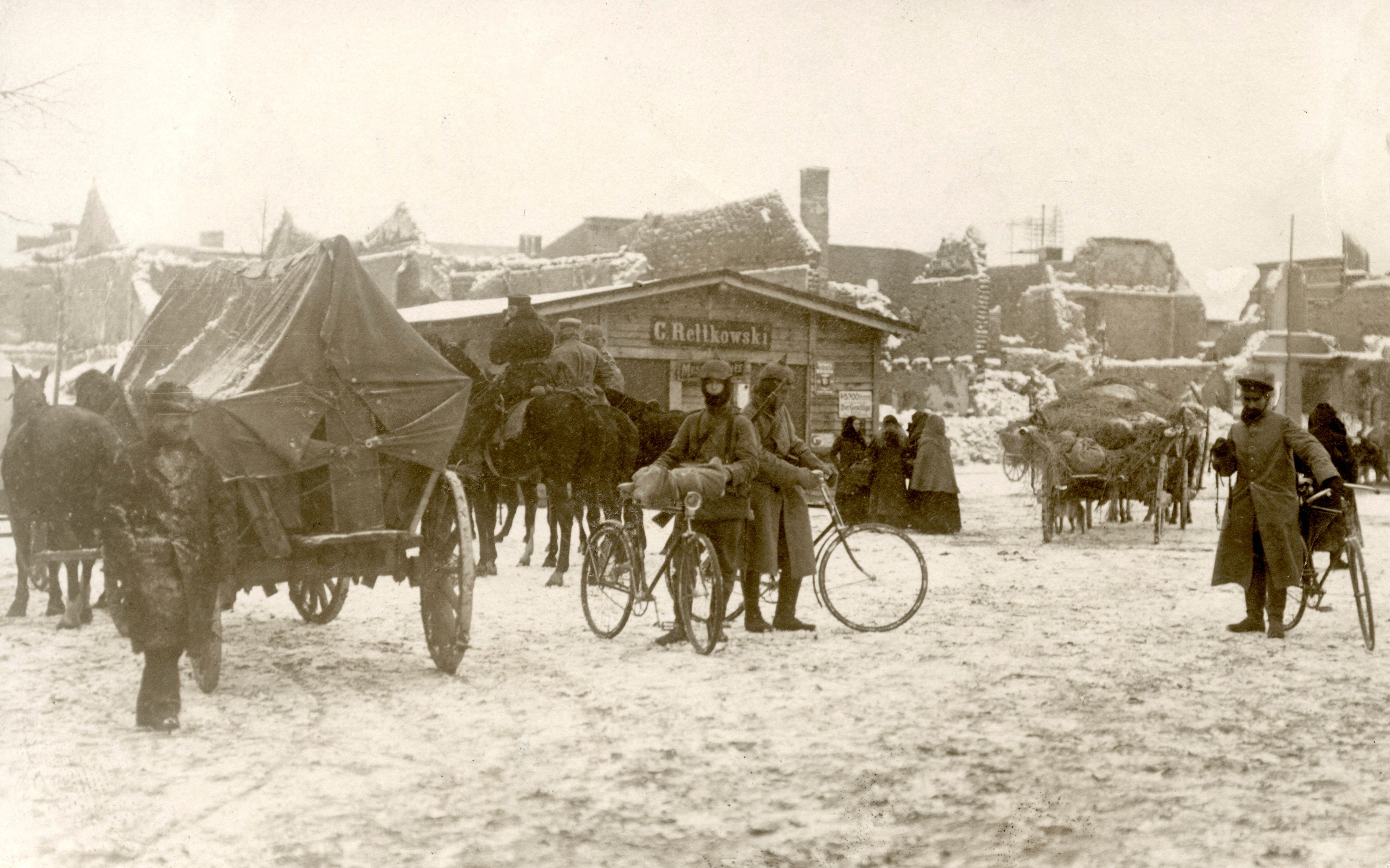
Żołnierze niemieccy w zniszczonym Soldau (Działdowie) podczas I wojny światowej, zima 1914 r.

Położenie przygraniczne oraz przyczyny polityczne stały się powodem do zaciekłych walk między państwami. W 1410 roku król Polski Władysław II Jagiełło na krótko zdobył Działdowo, miasto było również nękane przez wojska polskie w 1414 i 1422 roku. W 1444 miasto przystąpiło do antykrzyżackiego Związku Pruskiego, na prośbę którego w 1454 król Kazimierz IV Jagiellończyk ogłosił wcielenie regionu z miastem do Królestwa Polskiego. Od 1466 po wojnie trzynastoletniej miasto było związane z Królestwem Polskim zależnością lenną, od 1525 stanowiąc część lennych Prus Książęcych. Ukształtował się samorząd miejski z burmistrzem i radą miejską, a wskutek reformy administracyjnej Działdowo otrzymało status starostwa. W 1656 miasto zostało spustoszone przez Tatarów. Później wielokrotnie ulegało zniszczeniu, m.in. podczas wielkich pożarów w 1706, 1733 i 1794, a także podczas wojny siedmioletniej, gdy spustoszyły je wojska rosyjskie.
W 1752 roku utraciło tytuł siedziby starostwa, już w ramach Królestwa Prus, na rzecz Nidzicy. W 1806 zostało zajęte przez wojsko francuskie, które wycofując się poważnie je zniszczyło. W 1871 jako część Królestwa Prus miasto weszło w skład zjednoczonej II Rzeszy Niemieckiej.

### II Rzeczpospolita

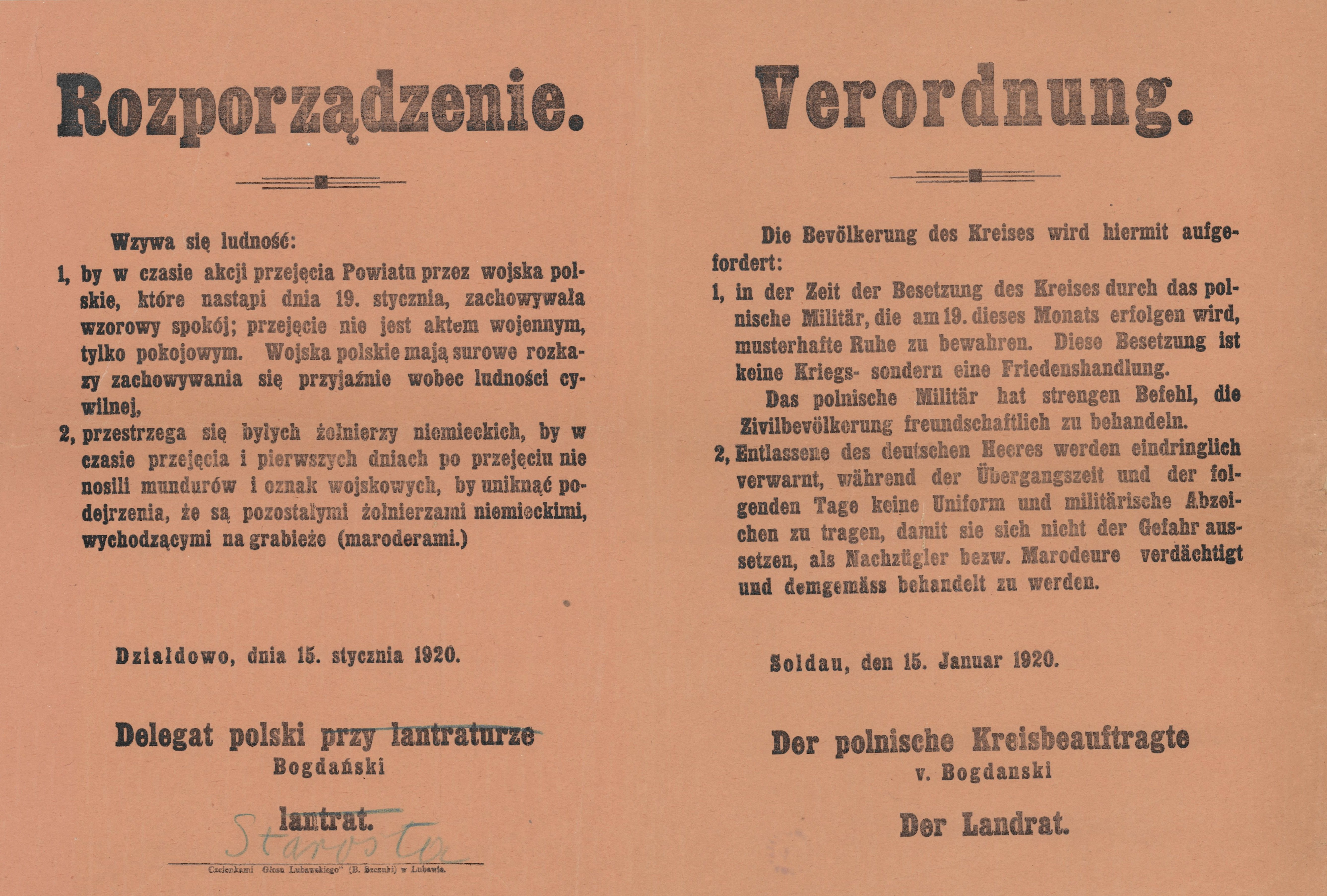
Rozporządzenie delegata polskiego przy lantraturze z dnia 15. stycznia 1920 (Czcionka: Głos Lubawski - Bolesław Szczuka)

Gdy w 1918 roku Niemcy przegrały I wojnę światową, 28 czerwca 1919 roku na mocy traktatu wersalskiego Działdowo, jako jedyne miasto na Mazurach, wraz z okolicznymi wioskami przyznano odrodzonej Polsce bez przeprowadzania plebiscytu. 17 stycznia 1920 roku polskie oddziały wojskowe wkroczyły do miasta, a następnego dnia uroczyście włączono je do Rzeczypospolitej. Został utworzony odrębny powiat działdowski liczący 491,77 km², który stał się częścią województwa pomorskiego. Komisarycznym burmistrzem miasta został Georg Boenheim. Władze miejskie podczas wojny polsko–bolszewickiej ewakuowały się do Tucholi. 12 sierpnia 1920 wieczorem rozpoczęły się walki o miasto, bronione przez Grupę „Działdowo” przed frontalnym atakiem 100 i 101 pułku strzelców 34 Brygady Strzelców 12 Dywizji Strzelców Armii Czerwonej. Wobec obejścia polskiej obrony przez bolszewicki 102 pułk piechoty przez terytorium Niemiec począwszy od wsi Purgałki oraz przełamania polskiej obrony na rzece, 13 sierpnia wieczorem (ok. 19.30) wojska polskie opuściły miasto. Wkraczających czerwonoarmistów entuzjastycznie powitali niemieccy mieszkańcy, mając nadzieję na ponowne włączenie Działdowa do terytorium Niemiec. Wojska bolszewickiej Rosji okupowały miasto do 18 sierpnia 1920 roku, tego dnia bolszewicy zostali pokonani w bitwie pod Brodnicą, a 23 sierpnia do miasta powróciły polskie władze. W 1938 roku powiat działdowski został włączony do województwa warszawskiego.
W okresie międzywojennym Działdowo było siedzibą Inspektoratu Straży Celnej „Działdowo” i komisariatu Straży Celnej „Działdowo”, ulokowana była tu też placówka Straży Celnej „Działdowo”. Po reorganizacji Straży Celnej stacjonował w miejscowości komisariat Straży Granicznej.

### Okupacja wojenna

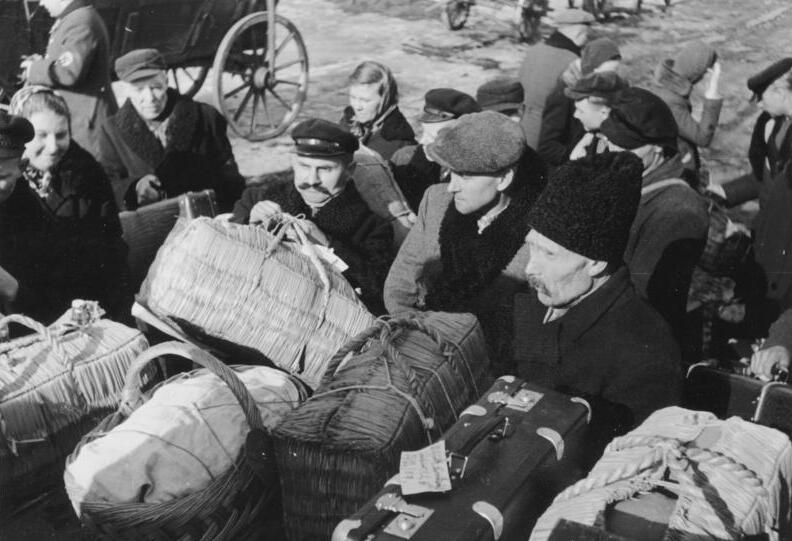
Volksdeutsche z Litwy przesiedlani podczas wojny przez niemiecką organizację VoMi do Działdowa

2 września 1939 roku Działdowo znalazło się pod okupacją wojsk hitlerowskich. Działalność rozpoczął aparat represji reprezentowany przez Einsatzgruppen i Selbstschutz. Miasto włączono do powiatu nidzickiego w ramach prowincji Prusy Wschodnie, przywracając mu nazwę Soldau. W latach 1939–1945 istniał niemiecki obóz koncentracyjny KL Soldau, w którym zamordowano około 3 tysięcy więźniów, między innymi arcybiskupa płockiego Antoniego Juliana Nowowiejskiego i biskupa Leona Wetmańskiego.
18 stycznia 1945 roku wojska radzieckie z 2 Armii Uderzeniowej oraz 5 Armii Pancernej zdobyły Działdowo, oswobadzając m.in. obóz koncentracyjny. Zaraz potem rozpoczęło się organizowanie aparatu represji pod nadzorem NKWD, które terroryzowało mieszkańców; odnotowywano przypadki rozstrzelań, spontanicznych mordów i gwałtów. Działał Obóz Nakazowo Rozdzielczy⁣, w którym więziono żołnierzy Armii Krajowej i osoby z Deutsche Volksliste. Wojska sowieckie opuściły miasto w październiku 1945 roku.

### PRL i III Rzeczpospolita

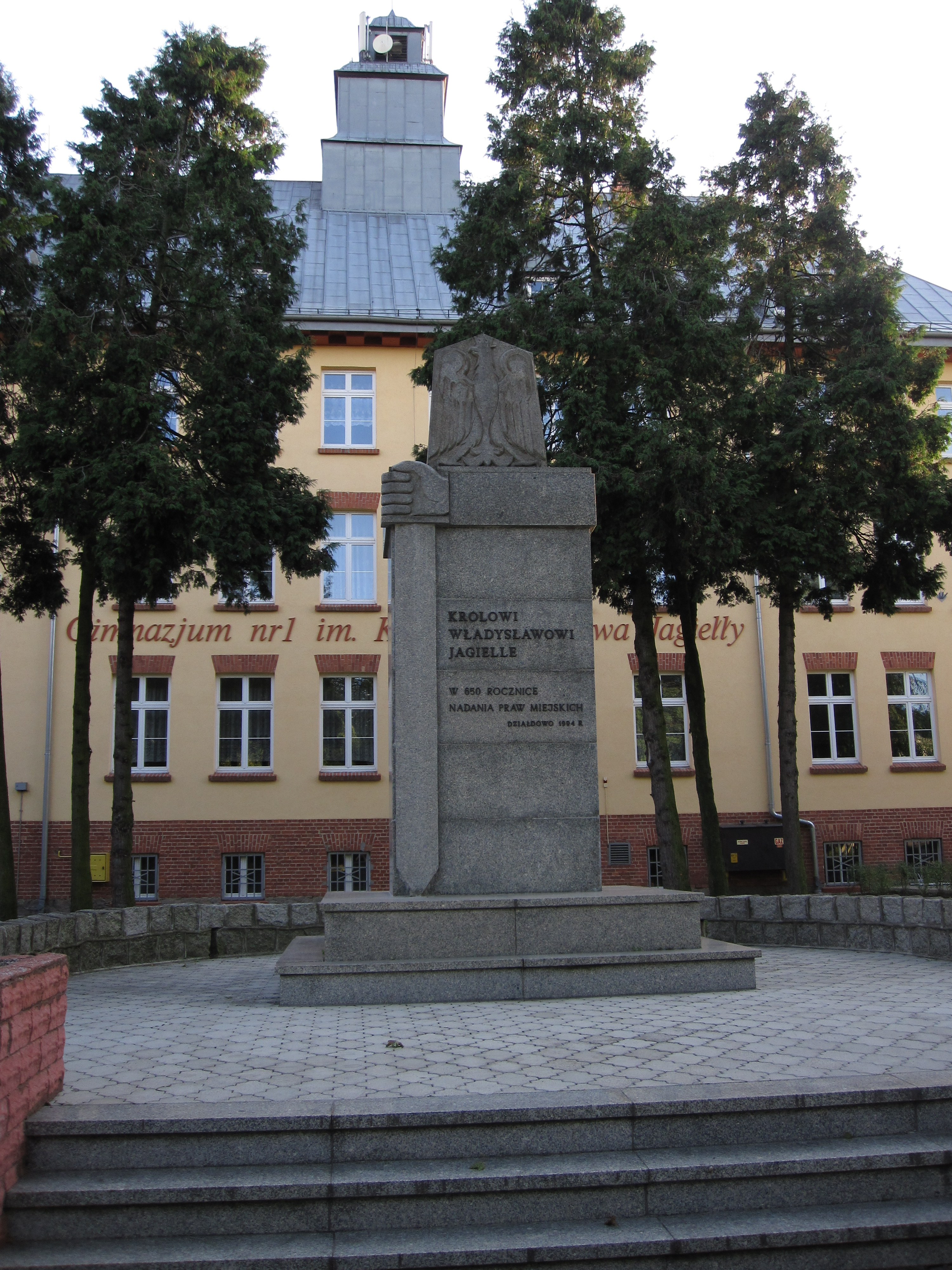
Pomnik z 1994 roku, upamiętniający króla Władysława Jagiełłę

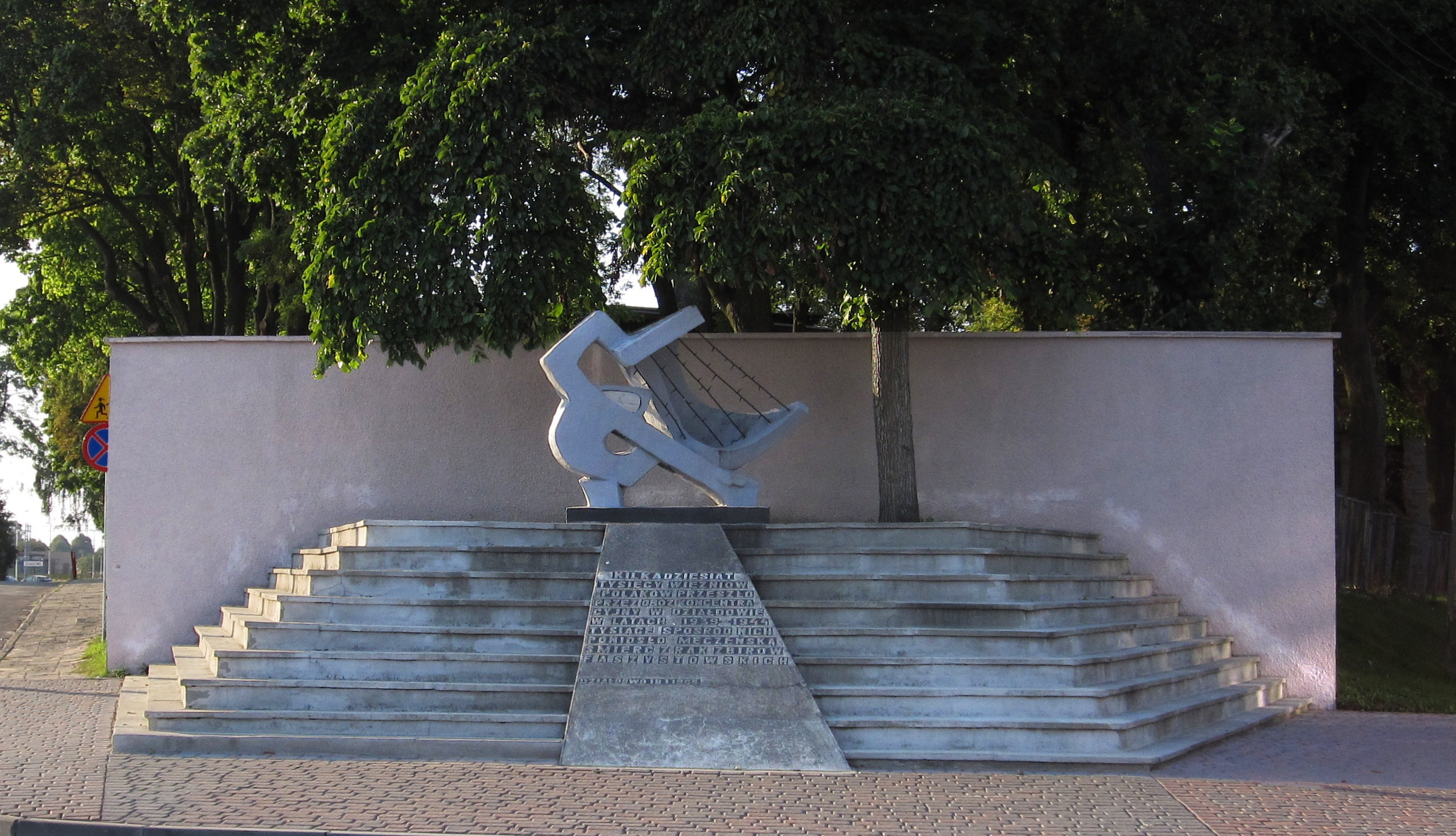
Pomnik upamiętniający ofiary obozu Soldau

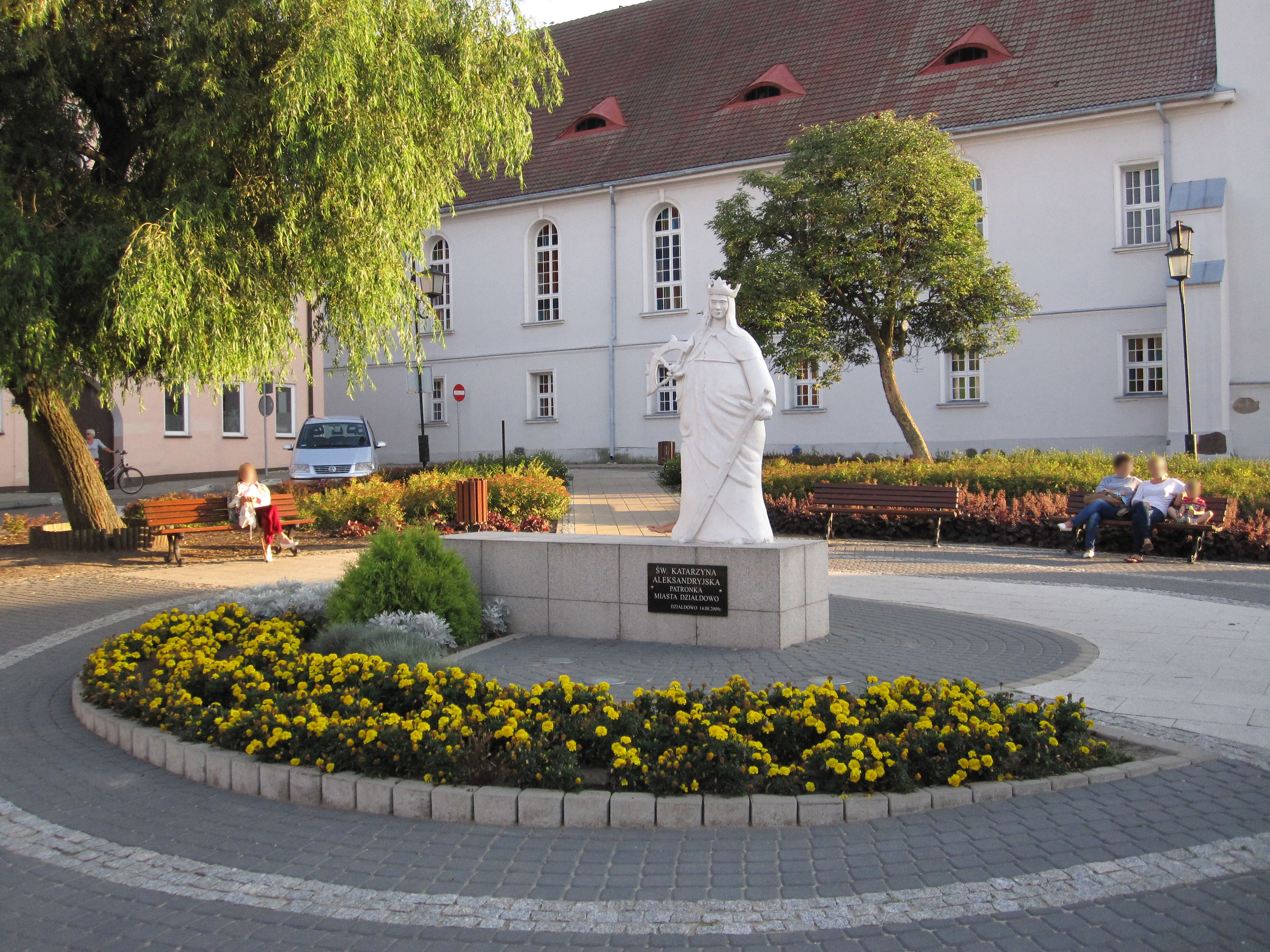
Pomnik św. Katarzyny Aleksandryjskej patronki miasta Działdowo

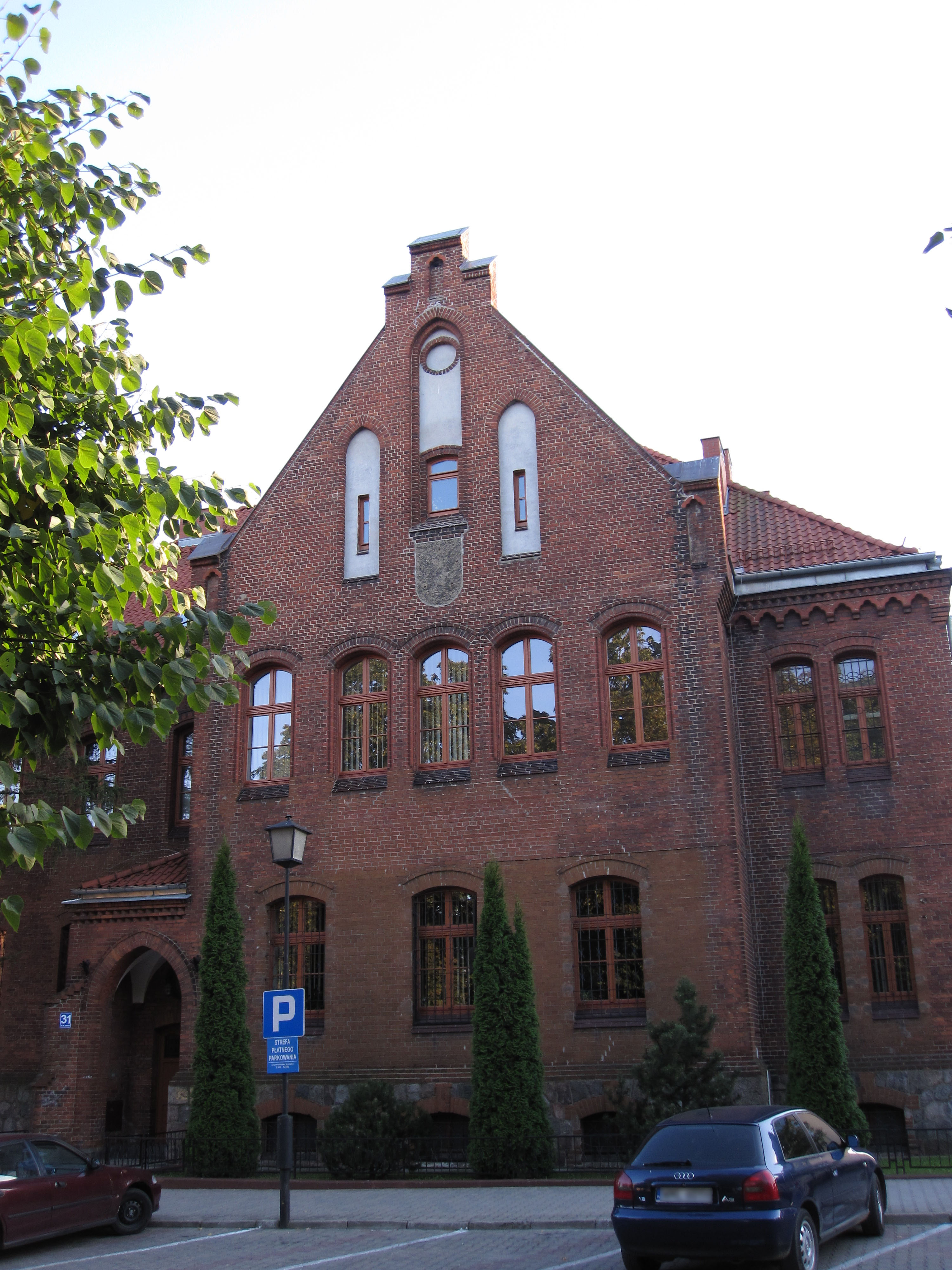
Sąd Rejonowy

W lutym 1945 roku zorganizowane zostały nowe władze miasta pod nazwą Miejskiej Rady Narodowej, której przewodniczącym został Franciszek Weselik. W 1950 roku zlikwidowane zostało stanowisko burmistrza, zastąpione kolegialnym prezydium rady, a sam powiat działdowski został podporządkowany województwu olsztyńskiemu. W latach 1958–1972 miasto nie należało, ale było siedzibą władz gromady Działdowo. W 1975 roku w wyniku reformy administracyjnej zlikwidowany został powiat działdowski, a powstała gmina Działdowo weszła w skład województwa ciechanowskiego.
W 1991 roku dokonano rozdziału gminy na miejską i wiejską. W 1999 roku Działdowo na mocy administracyjnej reformy stało się miastem powiatowym w ramach województwa warmińsko-mazurskiego.

## Powierzchnia i ludność
Działdowo ma powierzchnię 11,13 km² (2007), z czego 53% stanowią użytki rolne, a 6% – użytki leśne. Miasto liczy 21 592 mieszkańców (2012), z czego 10 432 stanowią mężczyźni, a 11 160 – kobiety.
Liczba mieszkańców Działdowa w przekroju historycznym:
Miasto liczyło 21 619 mieszkańców (31 marca 2011).

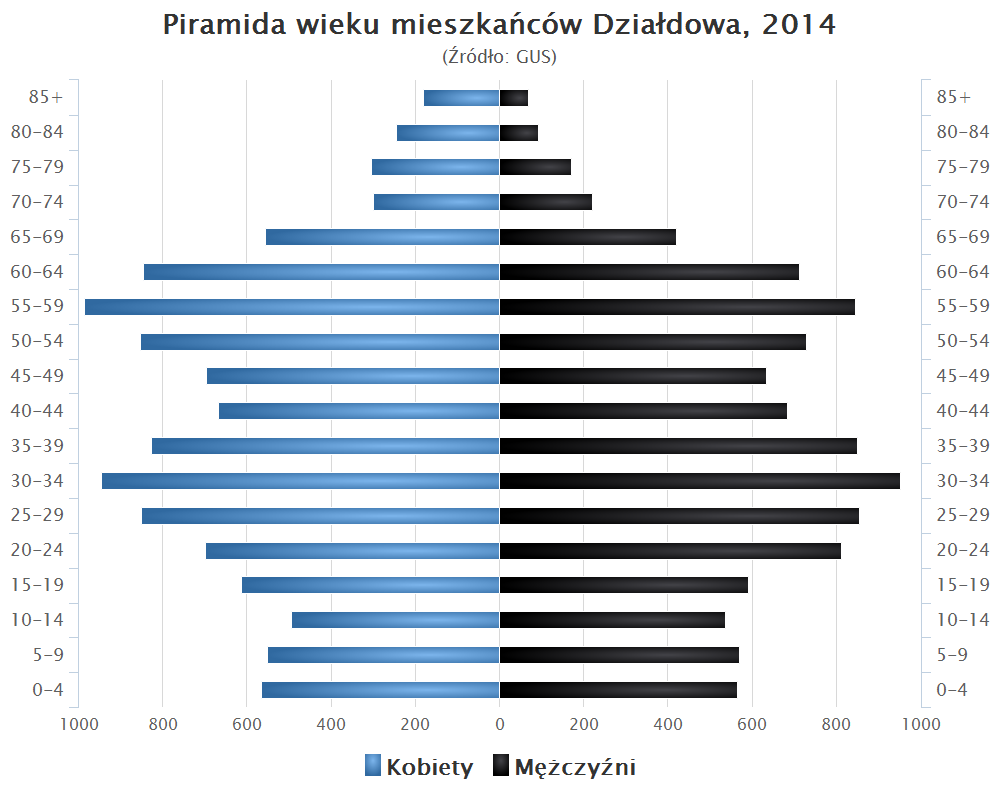
Piramida wieku mieszkańców Działdowa w 2014 roku

## Samorząd

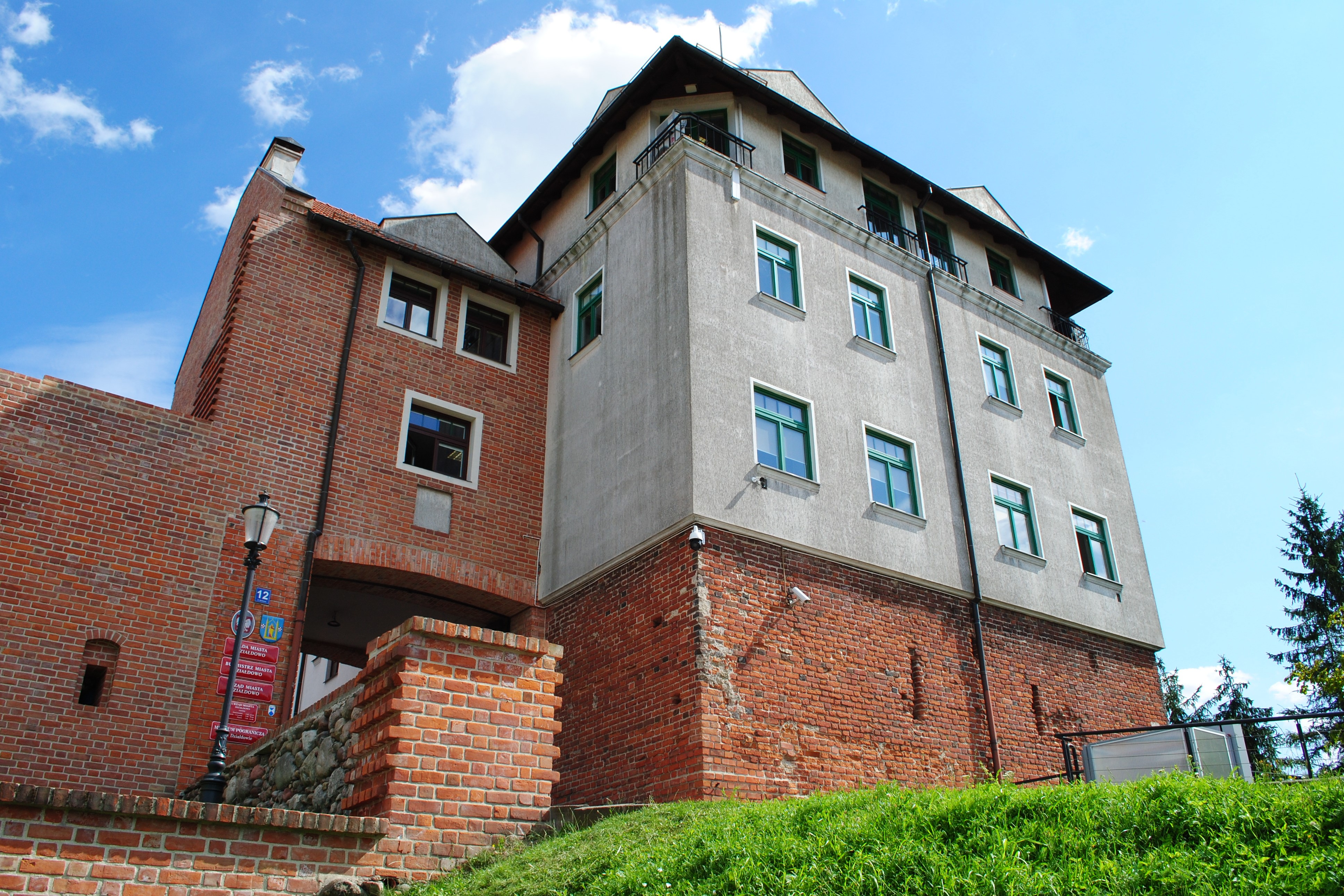
Urząd Miasta w Działdowie zlokalizowany jest w zamku

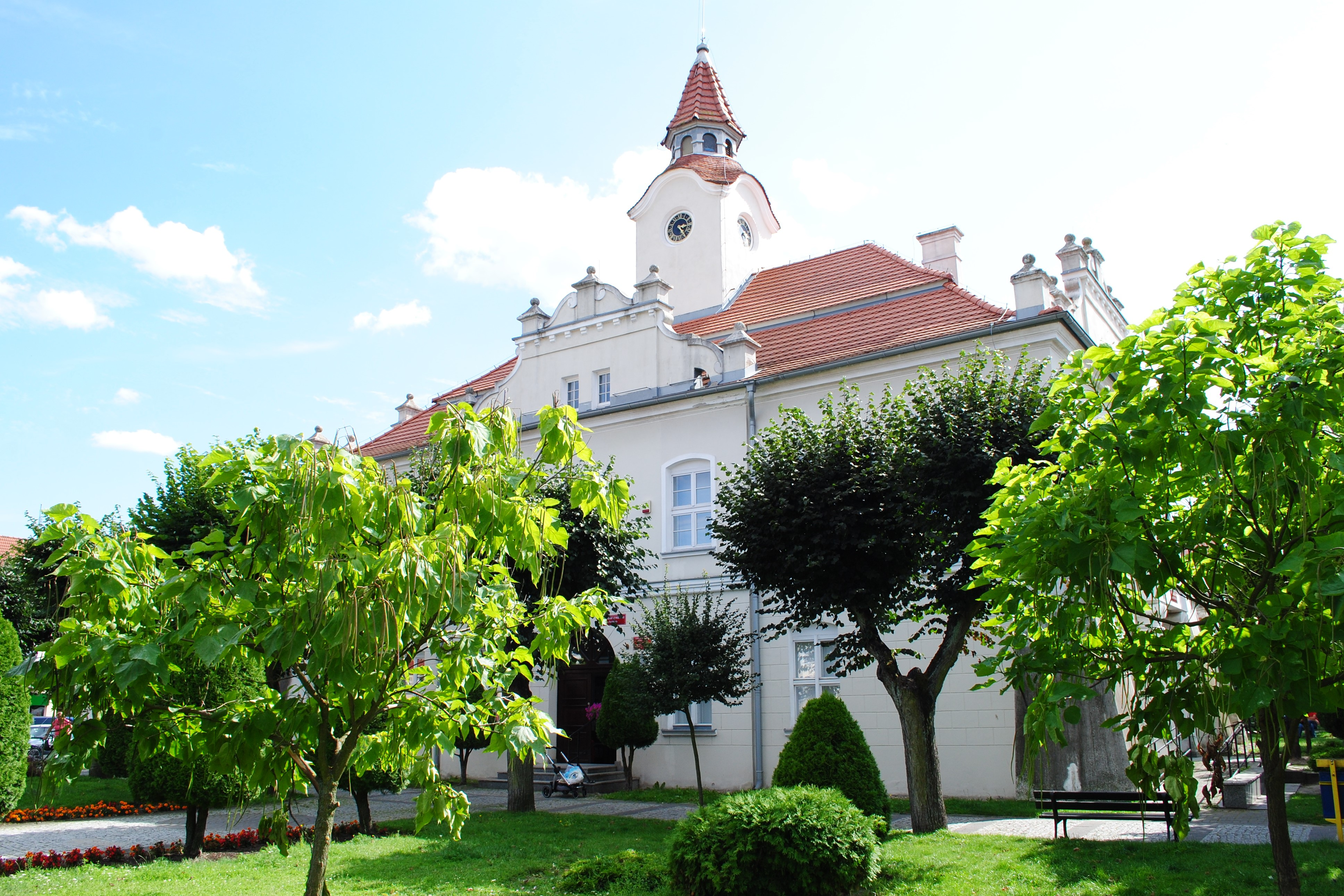
Ratusz zbudowany w 1796 roku, odbudowany w 1922

Mieszkańcy Gminy Miasta Działdowa wybierają 15 radnych, spośród których wybierany jest przewodniczący, wyznaczający dwoje wiceprzewodniczących. Obecną kadencję tworzą 4 kobiety i 11 mężczyzn. Przewodniczącym Rady Miasta Działdowa został Adam Szczypiński (od 06.05.2024r.). Zarząd nad miastem objął burmistrz, którym jest Grzegorz Mrowiński, wybrany po raz trzeci w 2024r. 
Miasto należy do trzech stowarzyszeń gmin: Związku Miast Polskich, Związku Gmin Warmińsko-Mazurskich oraz Ekologicznego Związku Gmin „Działdowszczyzna”.

## Gospodarka i infrastruktura
Działdowo jest ośrodkiem przemysłowym oraz handlowo-usługowym. W tym mieście ukształtowane są między innymi przemysły szklarski (reprezentowany przez zakład Heinz Glas GmbH i Dekorglass Działdowo S.A.), meblarski, spożywczy (Mlekovita) i budowlany; działają też zakłady obuwnicze. Aktywną działalność podejmują spółki handlowo-usługowe. Lokalną przedsiębiorczość wspiera założona w 1997 roku Działdowska Agencja Rozwoju.
U początków swego istnienia Działdowo było głównie ośrodkiem rzemieślniczym. Ożywienie rozwoju miasta nastąpiło w XIX wieku; w latach 1861–1862 wybrukowano szosę do pobliskich Lidzbarka i Dąbrówna, w latach 1878–1888 zbudowano kilka połączeń kolejowych prowadzących przez miasto, otwarto też dworzec kolejowy. W latach 1910–1912 miasto zbudowało kanalizację oraz wodociągi, w 1937 roku natomiast podłączono je do sieci elektrycznej. Dynamiczny rozwój Działdowo przeżyło w II połowie XX wieku: w 1973 roku otrzymało gaz ziemny, rok później – szpital, w 1976 roku – nowy dworzec kolejowy (odnowiony w 2012 roku). W latach 80. XX wieku Działdowo zyskało dostęp do automatycznego połączenia telefonicznego oraz zelektryfikowanej linii kolejowej.

## Transport

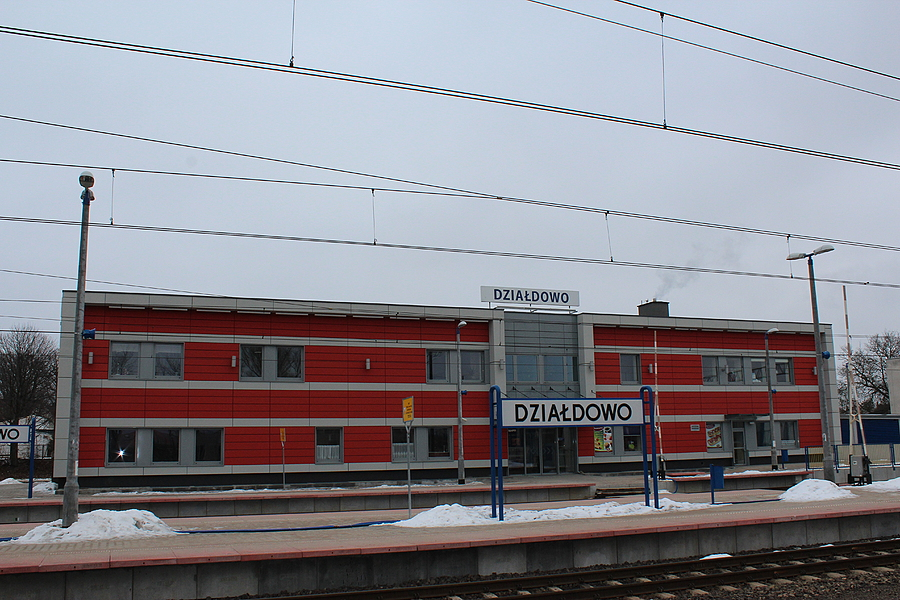
Dworzec kolejowy

### Komunikacja miejska
Działdowska Komunikacja Miejska (uruchomiona 16 lipca 2018) obejmowała 4 linie obsługujące teren miasta Działdowo oraz miejscowości Malinowo i Księży Dwór. DKM jest darmowa dla wszystkich pasażerów. Od 2024 roku wszystkie autobusy miejskie są elektryczne.

### Transport drogowy
W mieście krzyżują się drogi wojewódzkie: nr 542, 544 i 545.

### Transport kolejowy
Przez miasto przebiegają zelektryfikowane linie kolejowe: Warszawa – Gdynia oraz Działdowo – Olsztyn. W mieście znajduje się jedna stacja kolejowa. Działdowo posiada bezpośrednie połączenia kolejowe do takich miast jak: Gdańsk, Gdynia, Iława, Katowice, Kielce, Kraków, Łódź, Olsztyn, Radom, Warszawa i Wrocław, ale też Praga, Ostrawa, Brzecław albo Wiedeń 
Z Działdowa odgałęzia się również nieużytkowana linia niezelektryfikowana prowadząca przez Lidzbark, Brodnicę, dalej do Jabłonowa Pomorskiego i Grudziądza.

## Architektura

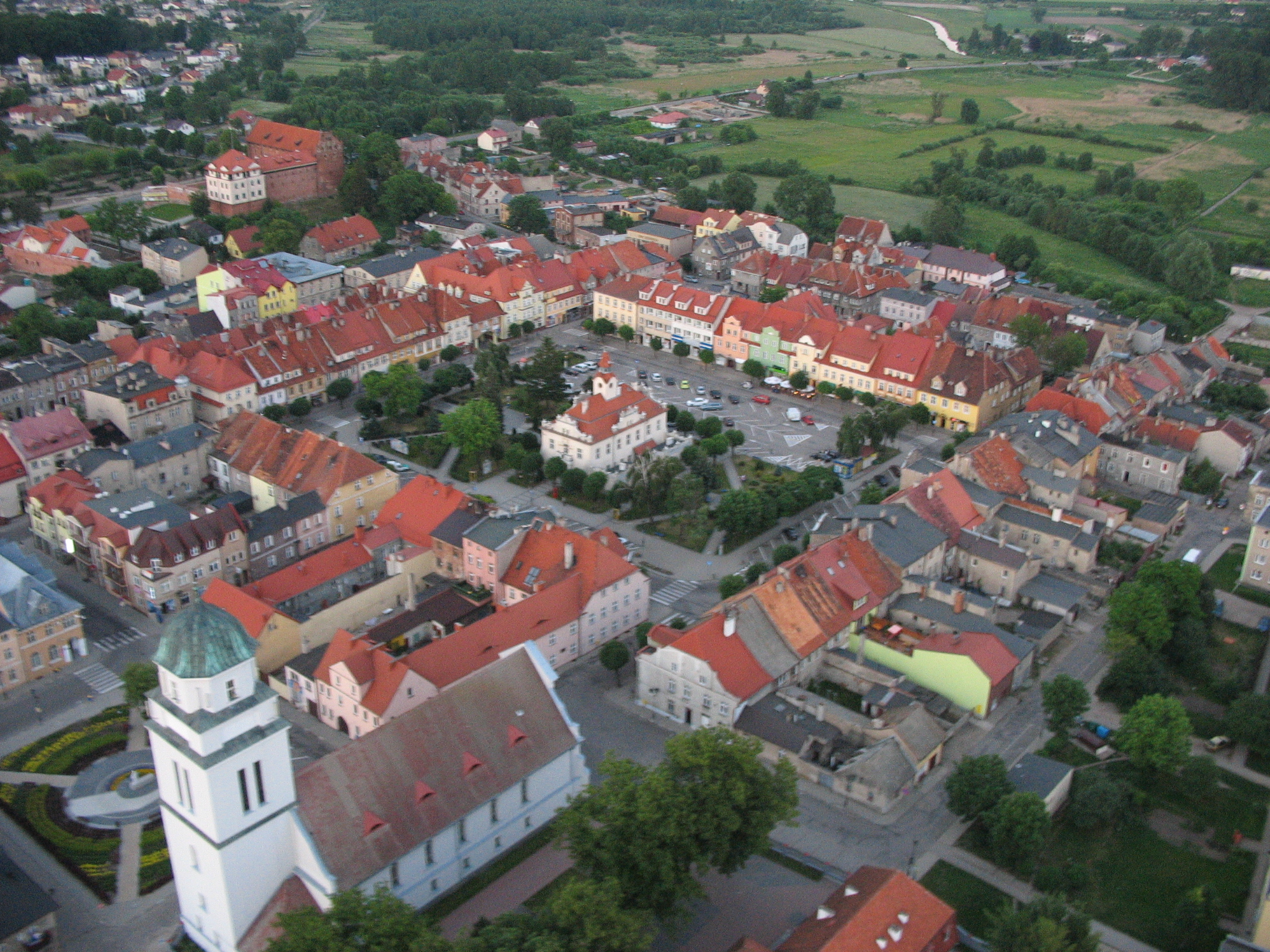
Rynek w Działdowie

Architektura miejska zawiera liczne zabytki, między innymi kościół pw. Podwyższenia Krzyża Świętego z XIV wieku, kościół pw. św. Wojciecha z 1896 roku, gotycki zamek z XIV wieku, XVII-wieczny ratusz, budynek dawnej synagogi, wieżę ciśnień, budynek szkoły medycznej przy ulicy Wolności oraz ukształtowany na przełomie XVIII i XIX wieku rynek z zabudową koło ratusza. Przy ulicy Władysława Jagiełły znajduje się również kompleks zabytkowych kamienic.
Zbudowane w 1886 koszary, pełniące w czasie II wojny światowej funkcję obozu przejściowego, po 1989 znalazły się w rękach Caritasu, który rozpoczął remont, jednak go nie dokończył i zwrócił zrujnowany kompleks miastu.
W Działdowie znajduje się kilkanaście pomników i miejsc pamięci, między innymi przy ulicy Męczenników, przy ulicy Grunwaldzkiej, w lesie w Komornikach, na cmentarzu parafialnym, przy ulicach Nidzickiej oraz Jagiełły.

Wybrane zabytki i kamienice:
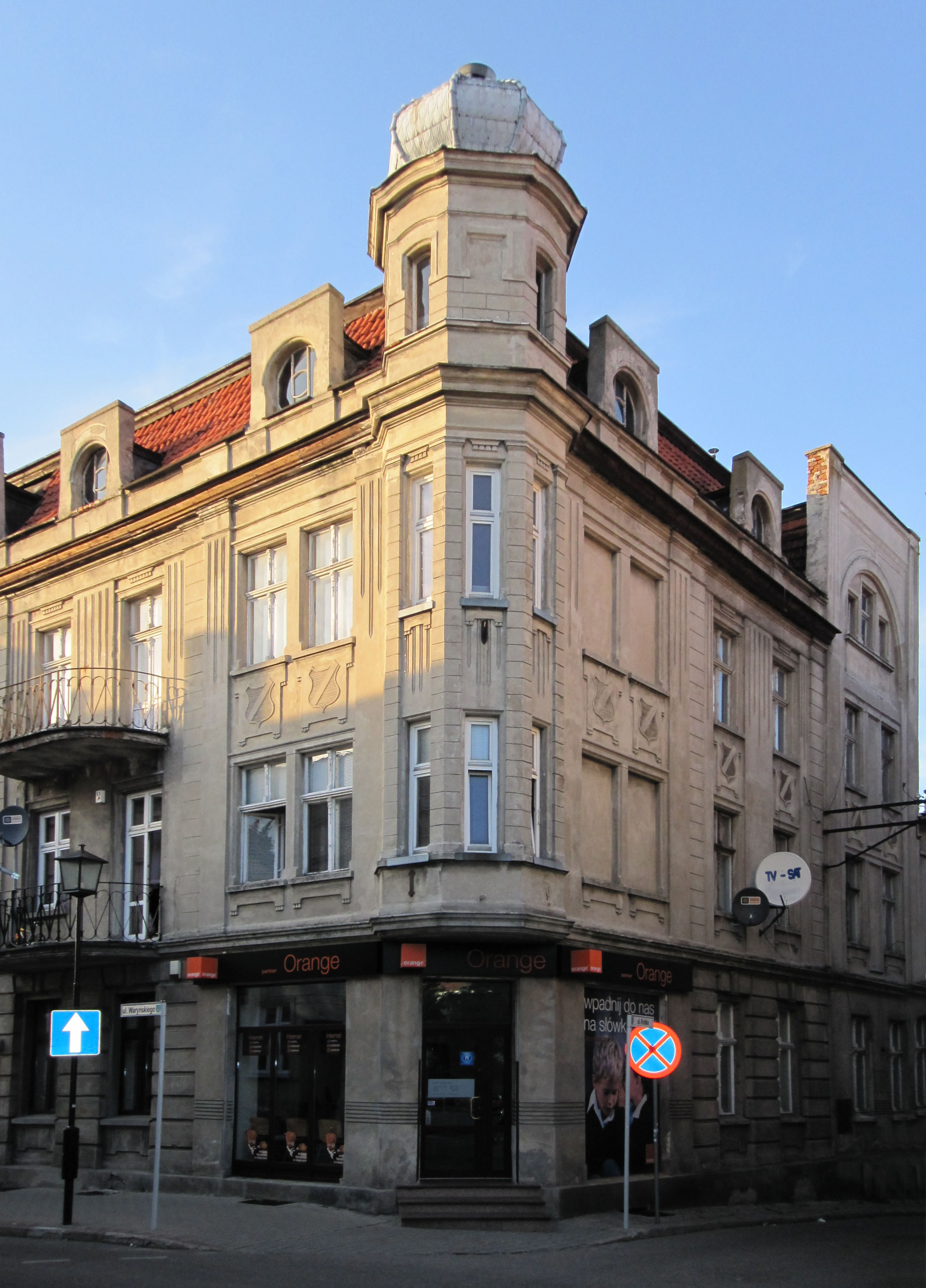
Kamienica przy ul. Waryńskiego 2
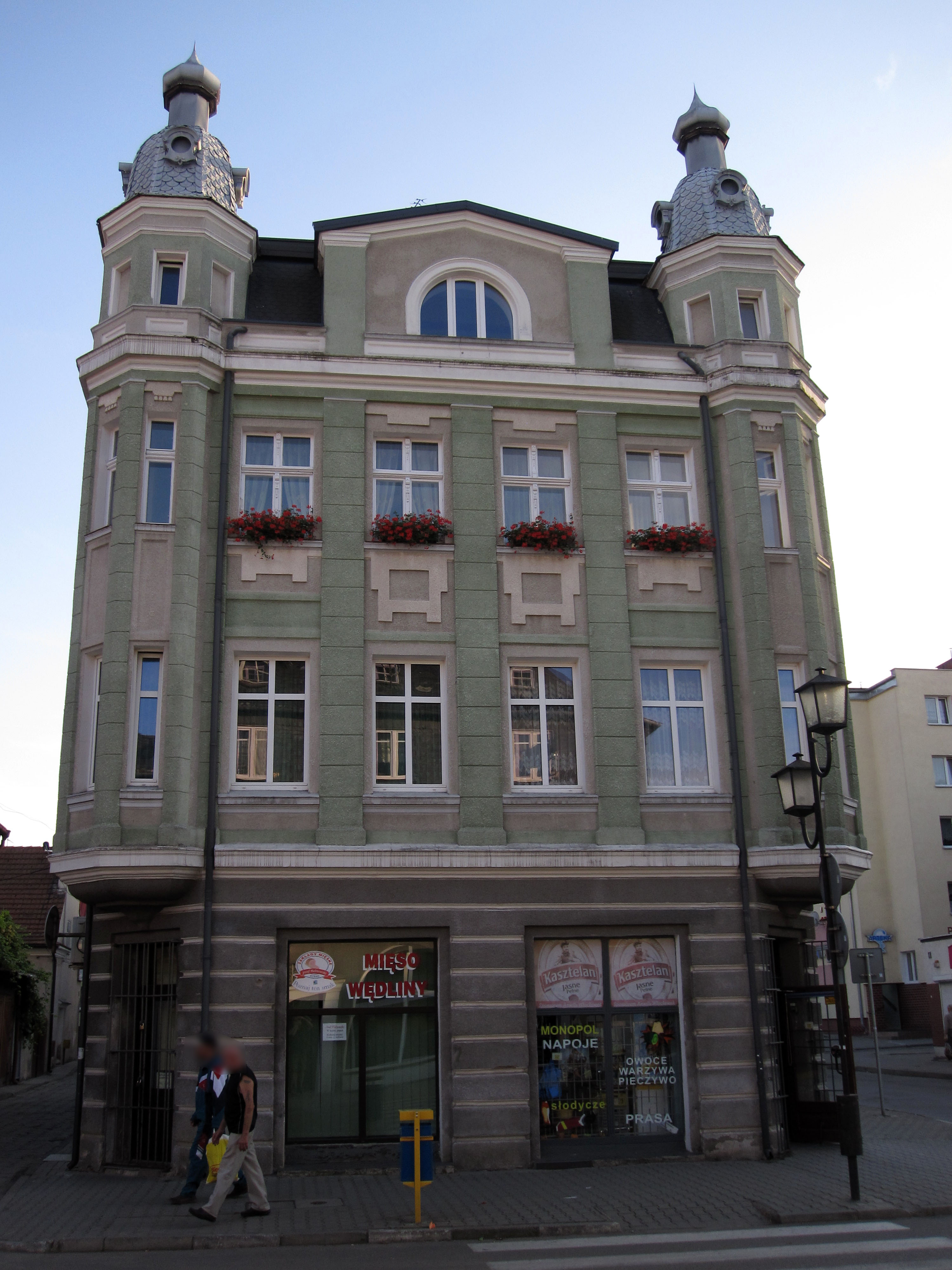
Kamienica przy ul. Jagiełły 11
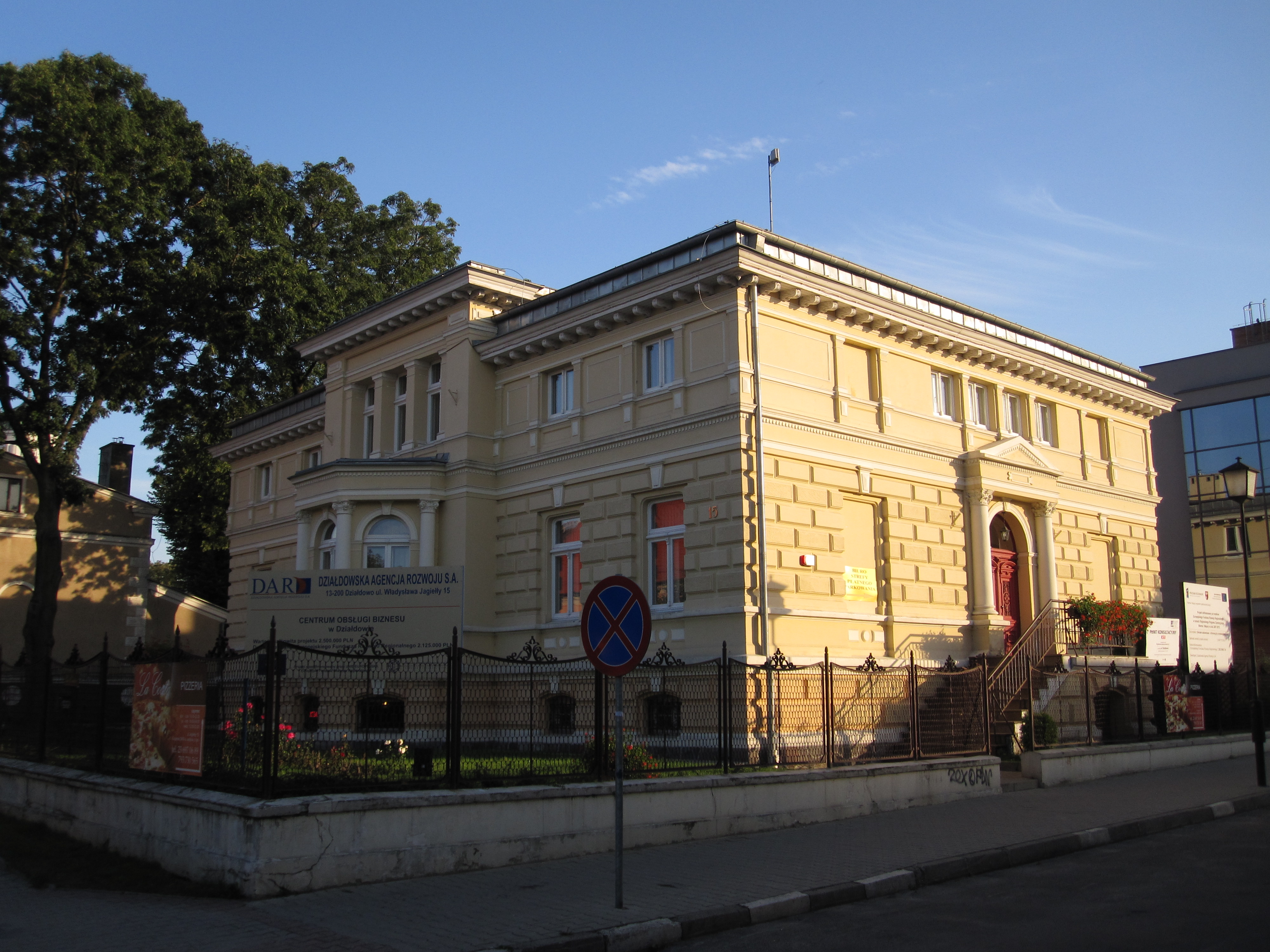
Kamienica przy ul. Jagiełły 15
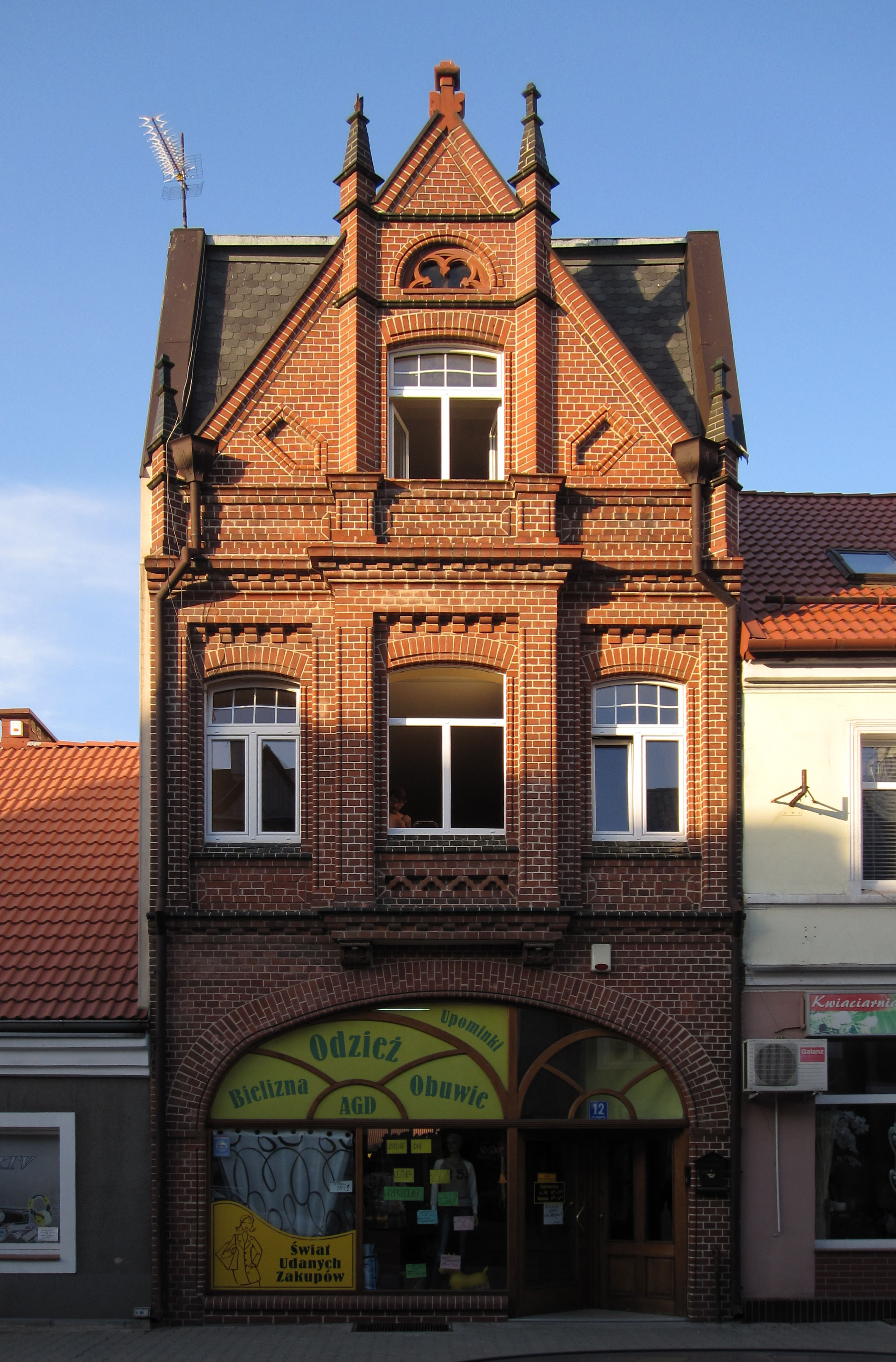
Kamienica przy ul. Jagiełły 12
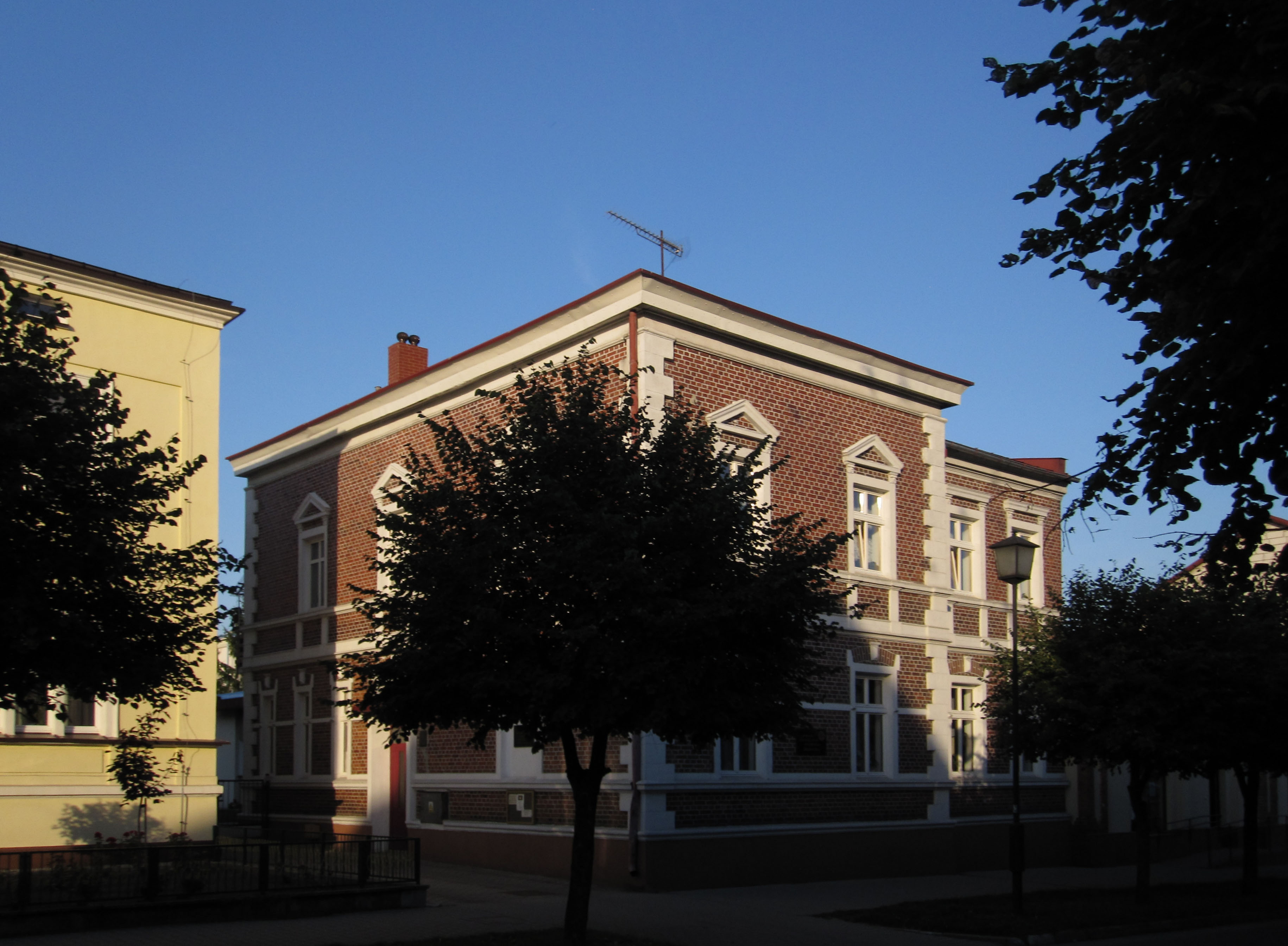
Budynek przy ul. Jagiełły 28
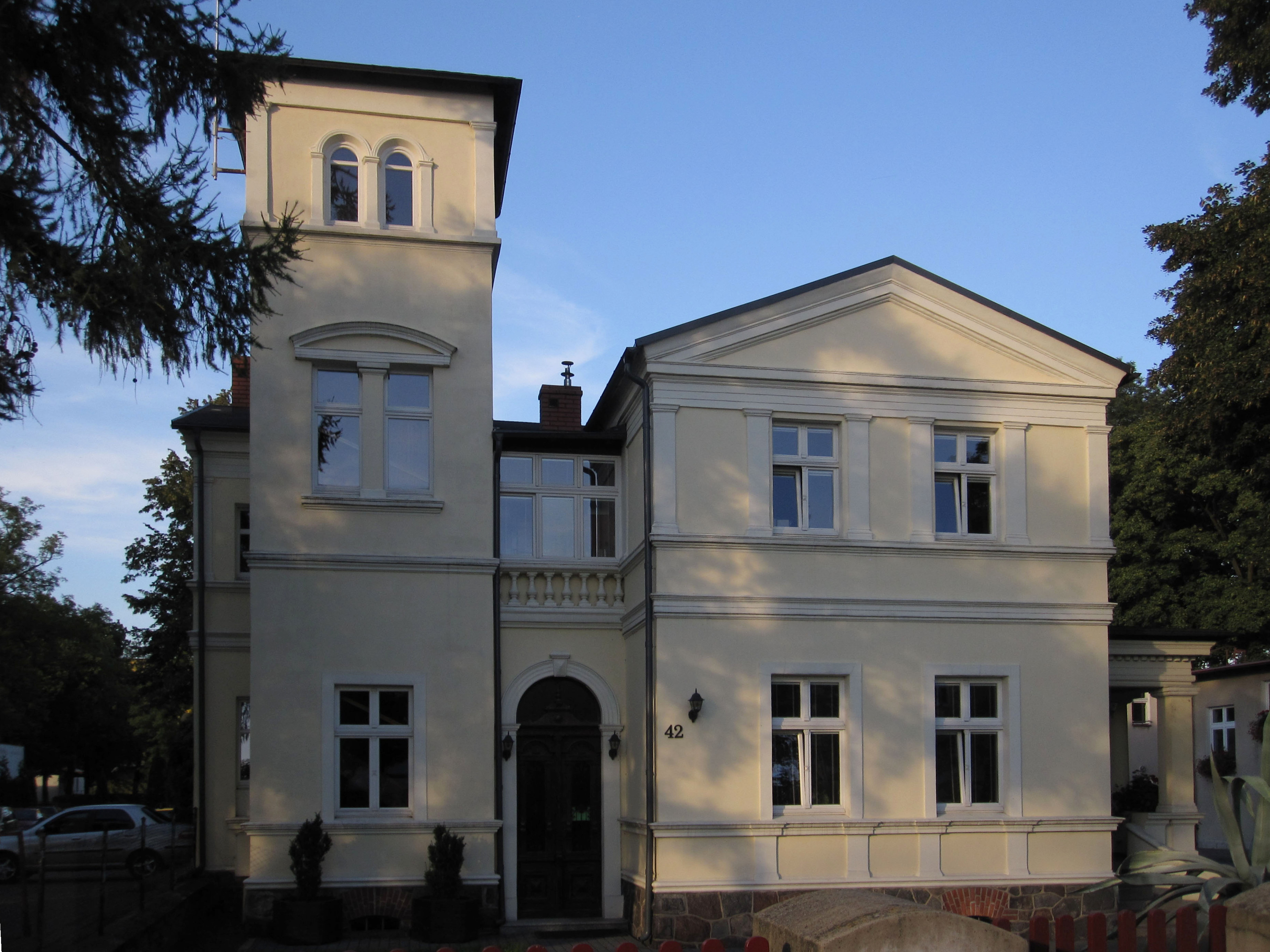
Willa przy ul. Jagiełły 42

## Kultura

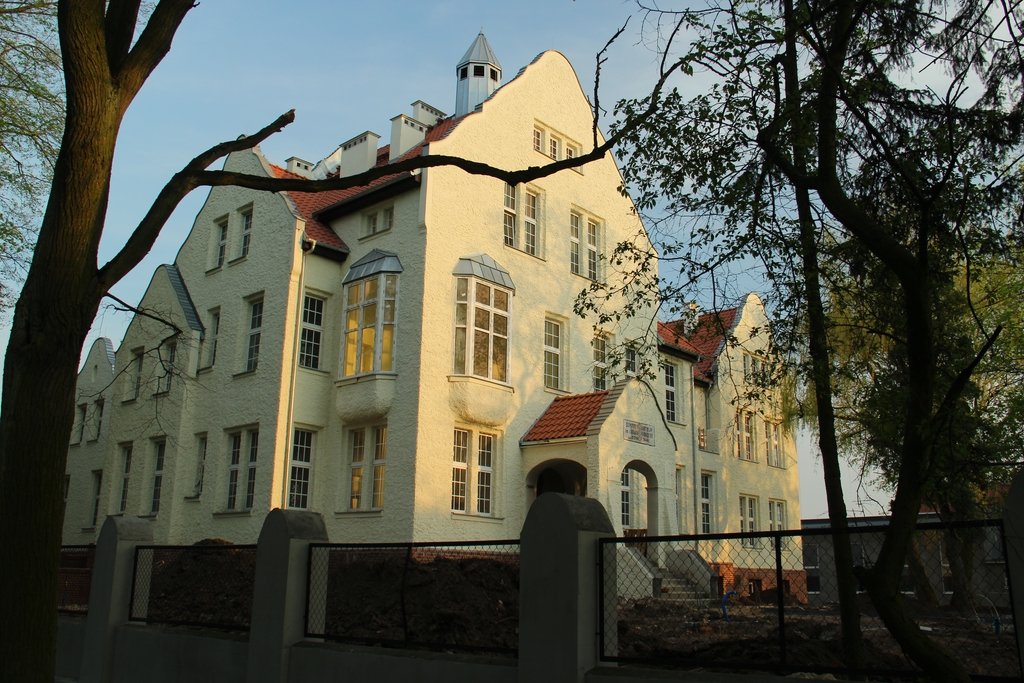
Dawny szpital, zespół szkół medycznych, ob. Miejski Dom Kultury

W Działdowie działa lokalny Miejski Dom Kultury, w ramach którego organizowane są wydarzenia kulturalne; tam też znajdują się kino i teatr. Działalność prasową prowadzą lokalna „Gazeta Działdowska”, będąca filią „Gazety Olsztyńskiej”, a także „Tygodnik Działdowski”.
W 2013 r. w historycznym Ratuszu miejskim w Działdowie powstało Interaktywne Muzeum Państwa Krzyżackiego. Muzeum obok tradycyjnej ekspozycji muzealiów oferuje edukację za pośrednictwem animacji i obrazów zrealizowanych w technice 3D. Wszystkie materiały prezentowane są w trzech wersjach językowych (polskiej, angielskiej i niemieckiej). W 2014 r. działdowskie muzeum zostało laureatem ogólnopolskiego plebiscytu i zostało wybrane jednym z siedmiu cudów Polski w 2014 r. miesięcznika National Geographic Traveler. W 2015 r. Marszałek Województwa Warmińsko-Mazurskiego przyznał działdowskiej placówce Laur „Najlepszym z Najlepszych” w kategorii turystyka. W 2019 r. muzeum zostało rozszerzone tematycznie i zmieniło nazwę na Muzeum Pogranicza w Działdowie, zyskując jednocześnie dodatkową powierzchnię wystawienniczą w działdowskim zamku.

## Parki

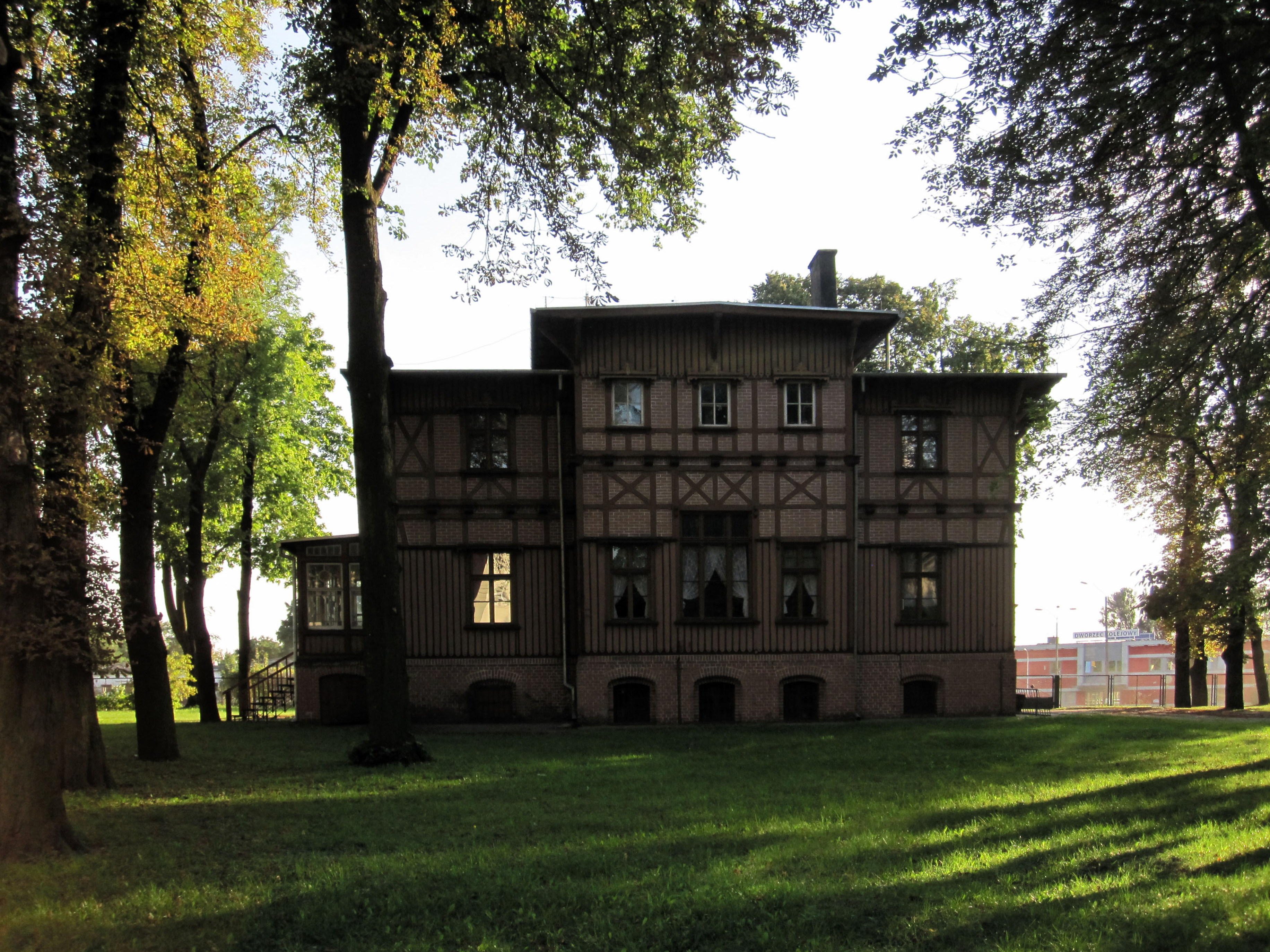
Willa przy ul. Chopina 2

W mieście są dwa parki miejskie. Pierwszy z nich imienia Honorowych Dawców Krwi znajduje się na rogu ulic Wolności oraz Sportowej. W tym parku w 1987 roku ustanowiono pomnik przyrody w postaci dębu szypułkowego o obwodzie w chwili powołania 397 cm. Drugi z parków, umiejscowiony jest wzdłuż ulicy Męczenników, otrzymał imię Jana Pawła II. W 2011 roku poddany został rewitalizacji, w wyniku czego powstało oczko wodne. Na jego terenie znajdują się także plac zabaw oraz tor do jazdy na wrotkach lub deskorolce.

### Szlaki turystyczne przechodzące przez miasto
Szlak Grunwaldzki – Olsztyn, Gietrzwałd, Zawady Małe, Stare Jabłonki, Ostróda, Pietrzwałd, Wysoka Wieś, Lubawa, Sampława, Bratian, Nowe Miasto Lubawskie, Boleszyn, Lidzbark, Działdowo, Nidzica, Łyna, Dąbrówno, Grunwald, Olsztynek, Dorotowo, Olsztyn.

## Sport i rekreacja
W Działdowie znajduje się rozwinięta baza sportowa. Miasto ma siedem boisk wielofunkcyjnych wybudowanych w ramach programu Orlik 2012. Na terenie Działdowa funkcjonują następujące kluby sportowe: Klub Sportowy „Dekorglass”, którego zawodnicy występują w Superlidze Tenisa Stołowego, oraz regularnie w Tenisowej Lidze Mistrzów, piłkarski MKS Działdowo, biorący udział w rozgrywkach okręgowej polskiej ligi, młodzieżowy piłkarski DKS Wkra Działdowo, siatkarski SPS Działdowo oraz Działdowski Klub Teakwondo. Działają również Uczniowskie Kluby Sportowe specjalizujące się w lekkoatletyce, koszykówce, siatkówce, piłce ręcznej, base- i softballu. Koordynacją imprez sportowych w Działdowie zajmuje się Miejski Ośrodek Sportu i Rekreacji.

## Oświata

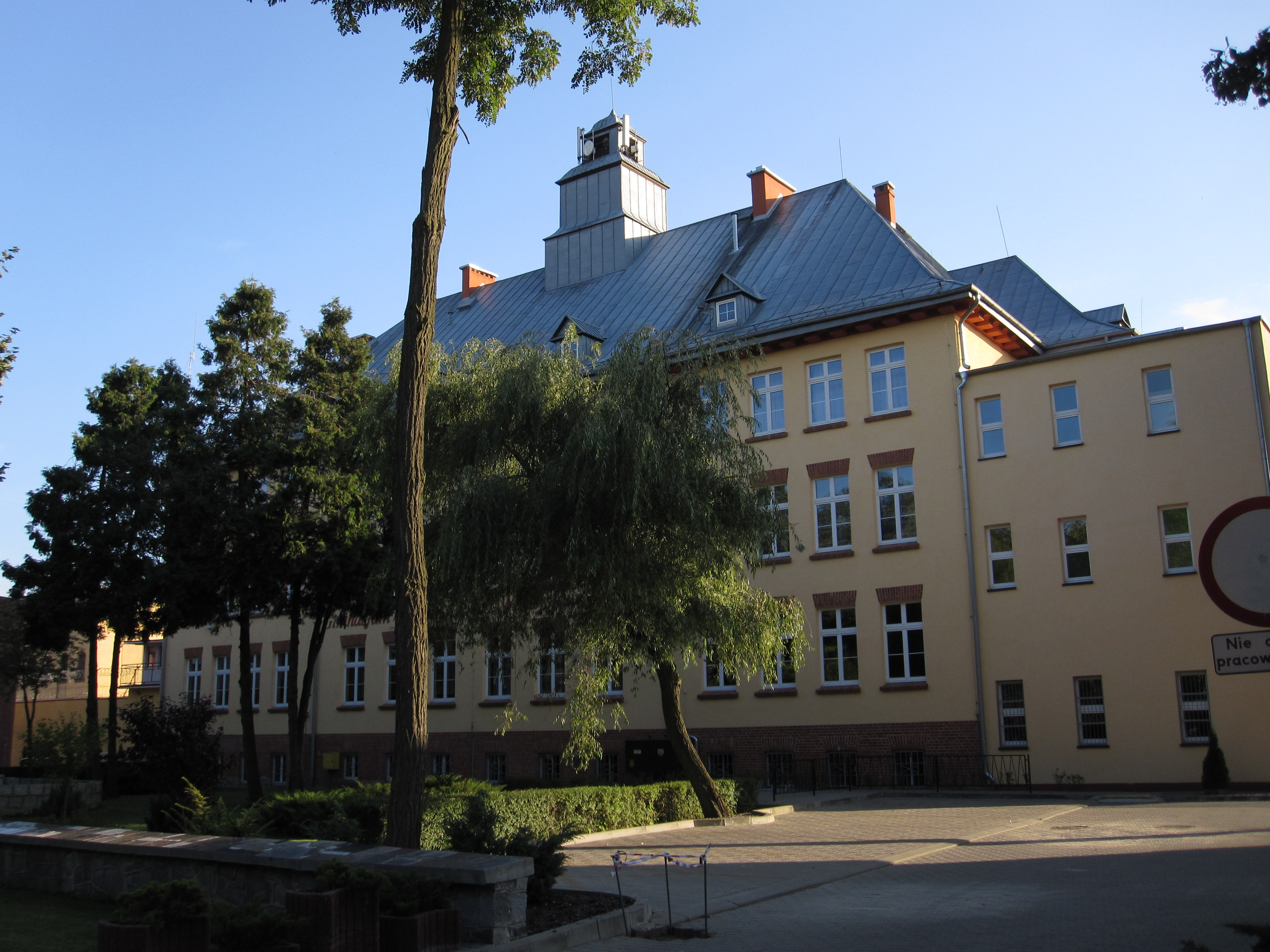
Budynek Szkoły Podstawowej nr 1 im. Króla Władysława Jagiełły w Działdowie

Dzieci oraz młodzież w Działdowie pobierają naukę w licznych placówkach edukacyjnych. Należą do nich:
- przedszkola miejskie (nr 1 im. Jana Brzechwy, nr 3, nr 4, nr 5),
- szkoły podstawowe (nr 1 im. Władysława Jagiełły, nr 2 im. Królowej Jadwigi, nr 3 im. Bronisława Malinowskiego, nr 4 im. Jana Pawła II),
- szkoły średnie (I Liceum Ogólnokształcące im. Stefana Żeromskiego, II Liceum Ogólnokształcące), a także Branżowa Szkoła I Stopnia i Szkoła Policealna.

Uczniowie podejmują aktywną działalność między innymi w kołach Caritas i Polskiego Czerwonego Krzyża, a także organizują imprezy ekologiczne.

## Wspólnoty wyznaniowe

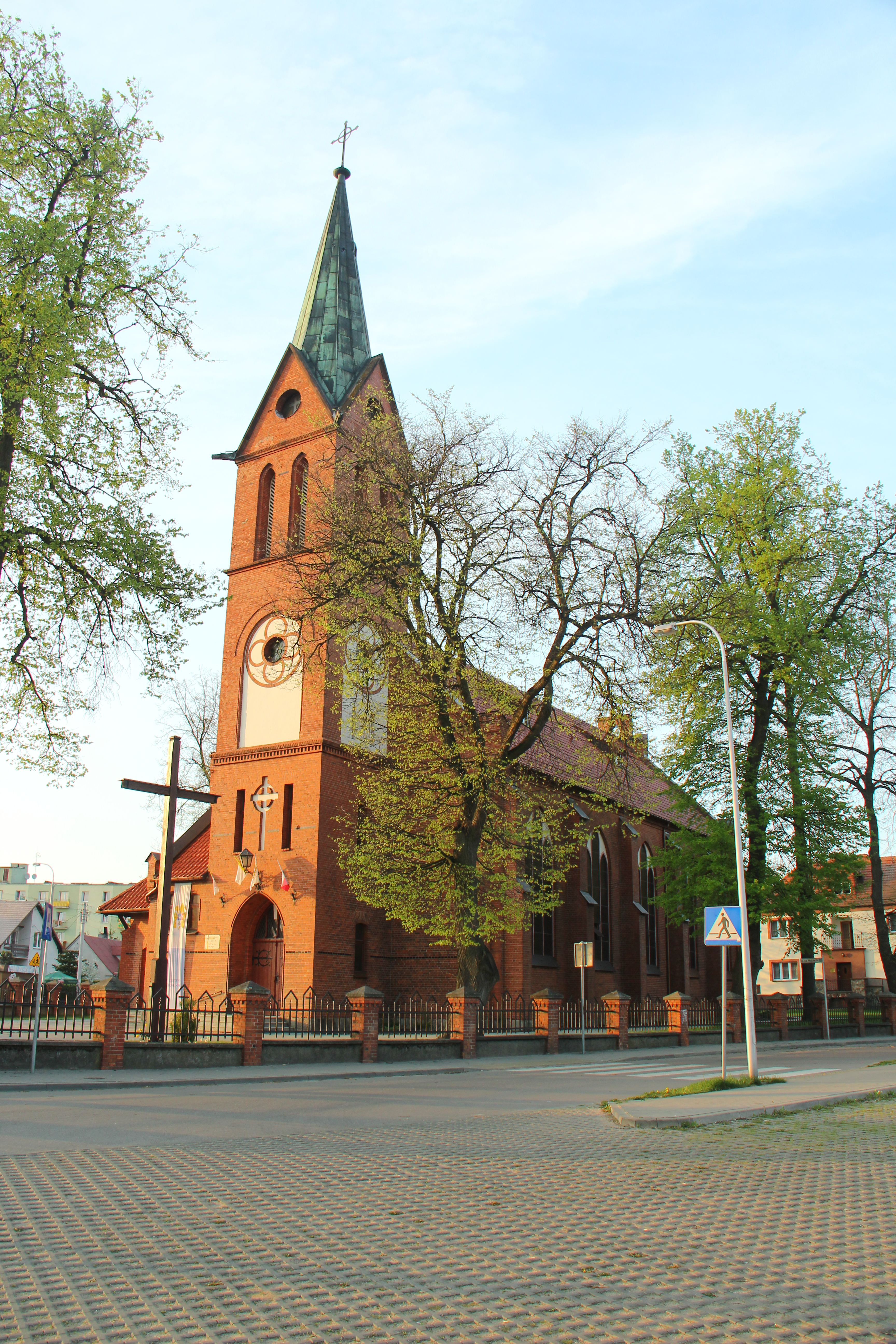
Kościół św. Wojciecha

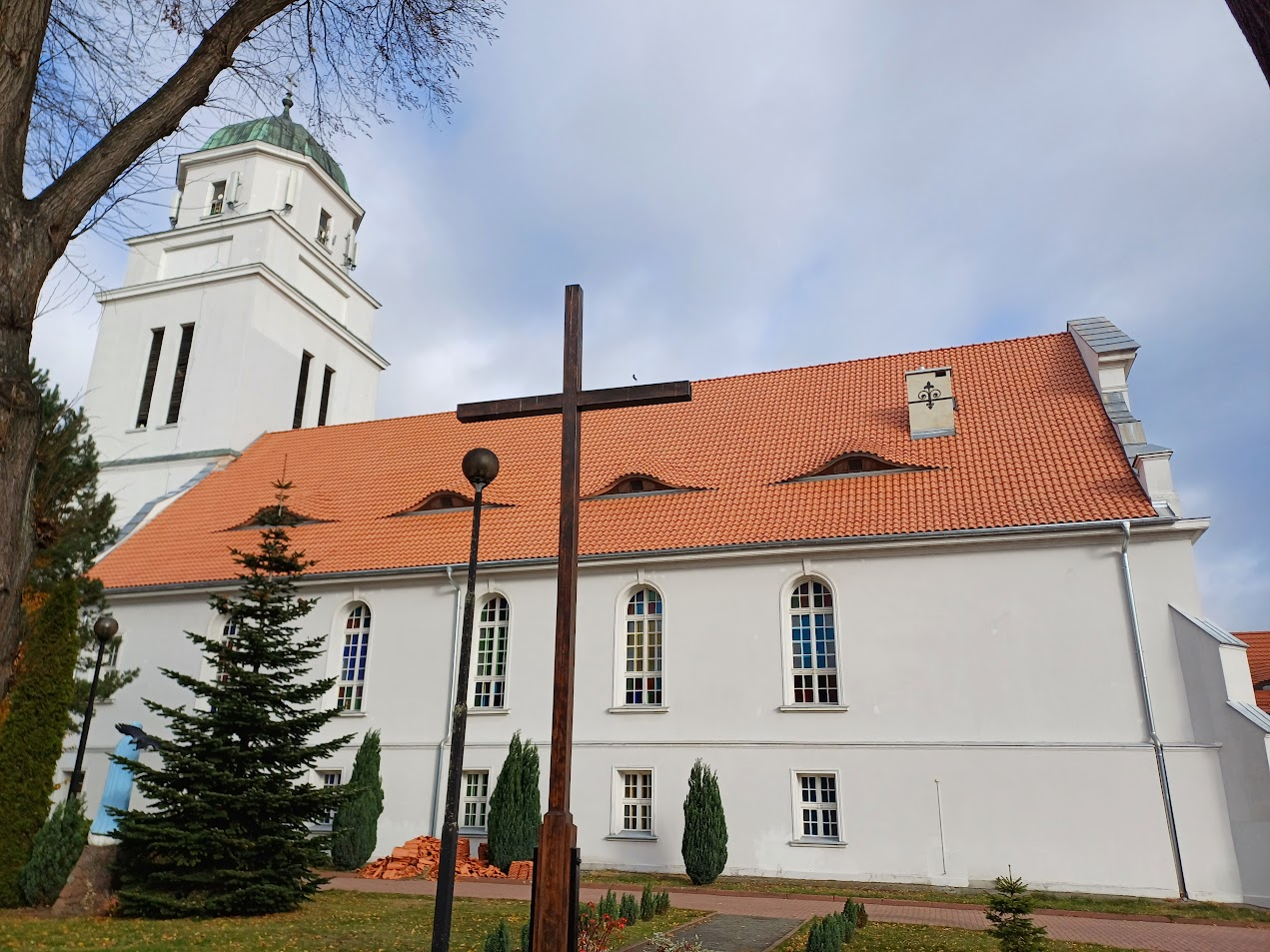
Kościół Podwyższenia Krzyża Świętego

Na terenie miasta działalność religijną prowadzą:
- Kościół Rzymskokatolicki:
  - Parafia Podwyższenia Krzyża Świętego w Działdowie
  - Parafia św. Katarzyny Aleksandryjskiej w Działdowie
  - Parafia św. Wojciecha w Działdowie
- Kościół Ewangelicko-Augsburski:
  - Parafia Ewangelicko-Augsburska w Działdowie
- Kościół Chrystusowy[44]:
  - Społeczność Chrześcijańska w Działdowie
- Świadkowie Jehowy:
  - zbór Działdowo (Sala Królestwa)[45]

## Miasta i powiaty partnerskie
- Powiat Hersfeld-Rotenburg[46]
- Truskawiec[47]